# Al-Akhtal (cráter)
Al-Akhtal es un cráter de impacto de 94,29 km de diámetro del planeta Mercurio. Debe su nombre al poeta árabe Ghiyath ibn Ghawth al-Taghlibi al-Akhtal (ca. 640-710), y su nombre fue aprobado por la  Unión Astronómica Internacional en 1985.